# Llista d'èxits i trivialitats del Hot 100
Aquesta és una llista d'èxits i trivialitats de la llista setmanal Hot 100 de la revista Billboard.
Les dades d'aquesta llista són datats des de l'1 de gener de 1955 fins al present. Abans de la creació del Hot 100, Billboard publicà quatre llistes de singles: Best Sellers in Histoy, Most Played by Jockeys, Most Played in Jukeboxes i The Top 100. La primera publicació de Billboard Hot 100 fou el 9 d'agost de 1958, i actualment és la llista més popular dels Estats Units.

## Cançons amb més setmanes acumulades al nombre 1
- 16 setmanes
  - Mariah Carey & Boyz II Men — One Sweet Day (1995-1996, consecutius)

- 14 setmanes
  - Mark Ronson 6 Bruno Mars — Uptown Funk (2015, consecutius)
  - The Black Eyed Peas — I Gotta Feeling (2009, consecutius)
  - Mariah Carey — We Belong Together (2005) (No consecutius)
  - Elton John — Candle in the Wind 1997 / Something About the Way You Look Tonight (1997-1998, consecutius)
  - Los del Río — Macarena (1996, consecutius)
  - Whitney Houston — I Will Always Love You (1992-1993, consecutius)

- 13 setmanes
  - Brandy & Mónica — The Boy Is Mine (1998, consecutius)
  - Boyz II Men — End of the Road (1992, consecutius)

- 12 setmanes
  - The Chainsmokers ft. Halsey — Closer (2016, consecutius)
  - Wiz Khalifa ft. Charlie Puth — See You Again (No consecutius)
  - Robin Thicke ft. Pharrel & T.I — Blurred Lines (2013] (Consecutius)
  - The Black Eyed Peas — Boom Boom Pow (2009, consecutius)
  - Usher ft. Lil Jon & Ludacris — Yeah! (2004, consecutius)
  - Eminem — Lose Yourself (2002-2003, consecutius)
  - Santana ft. Rob Thomas —Smooth (1999-2000)(Consecutius)

- 11 setmanes
  - Destiny's Child — Independent Women Part I (2000, consecutius)
  - Puff Daddy & Faith Evans ft. 112 — I'll Be Missing You (1997, consecutius)
  - Toni Braxton — Un-Break My Heart (1996, consecutius)
  - All-4-One — I Swear (1994, consecutius)

- 10 setmanes
  - Drake ft. Wizkid & Kyla — One Dance (2016, consecutius)
  - Adele — Hello (2016, consecutius)
  - Pharrel Williams — Happy (2014, consecutius)
  - Rihanna ft. Calvin Harris — We Found Love (2011, consecutius)
  - Flo Rida ft. T-Pain — Low (2008, consecutius)
  - Beyoncé — Irreplaceable (2006-2007, consecutius)
  - Kanye West ft. Jamie Foxx — Gold Digger (2005, consecutius)
  - Nelly ft. Kelly Rowland — Dilemma (2002) (No consecutius)
  - Ashanti — Foolish (2002, consecutius)
  - Santana ft. The Product G&B — Maria Maria (2000, consecutius)
  - Olivia Newton-John — Physical (1981, consecutius)
  - Debby Boone — You Light Up My Life (1977, consecutius)

## Artistes amb més números 1
- 20 - The Beatles
- 18 - Mariah Carey
- 17 - Elvis Presley
- 14 - Rihanna
- 13 - Michael Jackson
- 12 - Madonna
- 12 - The Supremes
- 11 - Whitney Houston
- 10 - Janet Jackson
- 10 - Stevie Wonder
- 9 - Katy Perry
- 9 - Usher
- 8 - George Michael
- 8 - The Rolling Stones
- 7 - Elton John
- 7 - Phil Collins
- 6 - Bruno Mars
- 6 - Wings
- 6 - Paula Abdul
- 6 - Daryl Hall & John Oates
- 6 - Diana Ross
- 6 - Pat Boone
- 5 - Britney Spears
- 5 - Beyonce
- 5 - Eminem
- 5 - Lionel Richie
- 5 - Eagles
- 5 - Ludacris
- 5 - Barbra Streissand
- 5 - Christina Aguilera
- 5 - Justin Timberlake
- 4 - Kesha
- 4 - Céline Dion
- 4 - P!nk
- 4 - The Beach Boys
- 4 - Blondie
- 4 - 50 Cent
- 4 - Cher
- 4 - John Denver
- 4 - Jennifer Lopez
- 4 - Alicia Keys
- 4 - Taylor Swift
- 4 - Adele
- 4 - Seal Paul

## Artistes amb més números 2
- 6 - Madonna
- 6 - Elvis Presley
- 5 - Janet Jackson
- 5 - The Carpenters
- 5 - Creedence Clearwater Revival
- 4 - Elton John
- 4 - Mariah Carey
- 4 - Taylor Swift

## Cançons amb més setmanes al número 2
- 11 setmanes
  - Whitney Houston — Exhale (Shoop Shoop) (1995) (després d'estar una setmana al nombre u)

- 10 setmanes
  - Foreigner — Waiting for a Girl Like You (1981)
  - Missy Elliot — Work It (2002)

- 9 setmanes
  - Coolio ft. L.V — Gangst's Paradise (1995)
  - Mariah Carey — Always Be My Baby· (1996) (no consecutius, dues setmanes al nombre u)
  - Donna Lewis — I Love You Always Forever (1996)
  - Shania Twain — You're Still the One (1998)
  - Lady Gaga — Poker Face (2009) (No consecutives, ja que després d'arribar al #2, pujà una setmana al #1, després va descendir al #2 per quatre setmanes i al #3 per una setmana, a la setmana següent tornà al #2 per quatre setmanes més)
  - Justin Bieber - Sorry (2015-2016) (No consecutives, ja que després de debutar a la posició #2 va caure al #4, després de dues setmanes tornà al #2 per altres set setmanes, per a després pujar al #1 per tres setmanes i descendir al #2 una setmana més)

- 8 setmanes
  - Shai — I I Ever Fall in Love (1992)
  - Deborah Cox — Nobody's Supposed to Be Here (1998)
  - Brian McKnight — Back at One (1999)
  - Jennifer Lopez ft. Ja Rule — I'm Real (2001)
  - OutKast ft. Sleepy Brown — The Way You Move (2004)
  - Mario Winans ft. P. Diddy and Enya – I Don't Wanna Know (2004)
  - LMFAO — Sexy and I Know It] (2011)(No consecutives, ja que al aconseguir set setmanes al #2 pujà al #1 i després va descendir al #2)
  - Macklemore & Ryan Lewis ft. Wanz — Thrift Shop (2013) (No consecutives, ja que al aconseguir una setmana al #2 pujà al #1 per quatre setmanes i després va descendir al #2 durant cinc setmanes, per a després tornar al #1 per dues setmanes i descendir de nou al #2 per altres dues setmanes)
  - Katy Perry — Roar (2013)(No consecutives)
  - Taylor Swift — Shake It Off (2014)
  - Ed Sheeran — Thinking Out Loud (2015)
  - The Weeknd — Starboy (2016)

- 7 setmanes
  - Lady Gaga — Bad Romance (2010) (No consecutives)
  - PSY — Gangnam style (2012–2013)
  - Meghan Trainor — All About That Bass (2014) (No consecutives)
  - Justin Bieber — Love Yourself (2016) (No consecutives)

## Més setmanes al Top 10
- 32 setmanes
  - LeAnn Rimes — How Do I Live (1997-1998)

- 31 setmanes
  - Mark Ronson ft. Bruno Mars — Uptown Funk (2014-2015)

- 30 setmanes
  - Santana ft. Rob Thomas — Smooth (1999–2000)
  - The Chainsmokers ft. Halsey — Closer (2016-2017)

- 29 setmanes
  - LMFAO ft. Lauren Bennett & GoonRock — Party Rock Anthem (2011-2012)

- 28 setmanes
  - Jewel — Foolish Games / You Were Meant for Me (1997–1998)

- 26 setmanes
  - Savage Garden — Truly Madly Deeply (1997–1998)

- 25 setmanes
  - Chubby Checker — The Twist (1960 y 1962)
  - Toni Braxton — Un-Break My Heart (1996-1997)
  - Timbaland ft. One Republic — Apologize (2007-2008)
  - OneRepublic — Counting Stars (2013-2014)
  - Meghan Trainor — All About That Bass (2014-2015)
  - Fetty Wap — Trap Queen (2015)

- 24 setmanes
  - Jay Sean — Down (2009-2010)
  - Gotye ft. Kimbra — Somebody That I Used To Know (2012)
  - Taylor Swift — Shake It Off (2014-2015)
  - Justin Bieber — Love Yourself (2015-2016)

- 23 setmanes
  - Los del Río — Macarena (Bayside Boys Mix) (1996-1997)
  - Mariah Carey — We Belong Together (2005)
  - Flo Rida ft. T-Pain — Low (2008)
  - Rihanna ft. Calvin Harris — We Found Love (2011-2012)
  - Carly Rae Jepsen — Call Me Maybe (2012)
  - Lorde — Royals (2013-2014)
  - John Legend — All Of Me (2014)
  - Ed Sheeran — Thinking Out Loud (2014-2015)
  - The Chainsmokers — Don't Let Me Down (2016)

- 22 setmanes
  - Alicia Keys — No one (2007-2008)
  - The Black Eyed Peas — I Gotta Feeling (2009)
  - Bruno Mars — Just The Way You Are (2010-2011)
  - Fun. — We Are Young (2012)
  - Pharrell Williams — Happy (2014)
  - Katy Perry ft. Juicy J — Dark Horse (2014)

- 21 setmanes
  - Fergie — Big Girls Don't Cry (2007)
  - Maroon 5 — Moves Like Jagger (2011)
  - LMFAO — Sexy and I Know It (2011-2012)
  - Nicki Minaj — Starships (2012)
  - Maroon 5 — One More Night (2012)
  - Macklemore & Ryan Lewis ft. Wanz — Thrift Shop (2013)
  - Robin Thicke ft. T.I. & Pharrell — Blurred Lines (2013)
  - Avicii — Wake Me Up (2013-2014)
  - Sam Smith — Stay with Me (2014)
  - Maroon 5 — Sugar (2015)
  - The Weeknd — The Hills (2015-2016)
  - Justin Bieber — What Do You Mean? (2015-2016)
  - Justin Bieber — Sorry (2015-2016)

- 20 setmanes
  - Kelly Clarkson — Since U Been Gone (2005)
  - Leona Lewis — Bleeding Love (2008)
  - Ke$ha — Tik Tok (2009-2010)
  - Katy Perry — E.T. (2011)
  - Adele — Rolling In The Deep (2011-2012)
  - Adele — Someone Like You (2011-2012)
  - Bruno Mars — Locked Out of Heaven (2013)
  - Imagine Dragons — Radioactive (2013)
  - Hozier — Take Me to Church (2014-2015)
  - Drake — One Dance (2016)

El total de setmanes que apareixen a aquesta secció són les setmanes a total que es va aconseguir la cançó dins del Top 10, En comptes de total de setmanes aconseguides a la llista (Hot 100). Només les cançons que superaren les vint setmanes o més al Top 10 són considerats per a la seva inclusió a aquesta secció.

## Més setmanes al Top 5
- 27 setmanes
  - The Chainsmokers ft. Halsey - Closer (2016-2017)'

- 25 setmanes
  - LeAnn Rimes - «How Do I Live» (1997-1998)
  - Mark Ronson ft. Bruno Mars - «Uptown Funk» (2014-2015)

- 23 setmanes
  - Chubby Checker - «The Twist» (1960 y 1962)

- 21 setmanes
  - Toni Braxton - «Un-Break My Heart» (1996-1997)
  - Santana ft. Rob Thomas - «Smooth» (1999-2000)

- 20 setmanes
  - Coolio - «Gangsta's Paradise» (1995)
  - Los del Río - «Macarena (Bayside Boys Mix)» (1996)
  - Mariah Carey - «We Belong Together» (2005)
  - Alicia Keys - «No One» (2007-2008)
  - Gotye ft. Kimbra - «Somebody That I Used to Know» (2012)

- 19 setmanes
  - Timbaland ft. OneRepublic - «Apologize» (2007-2008)
  - Meghan Trainor - «All About That Bass» (2014-2015)
  - Justin Bieber - «Sorry» (2015-2016)

- 18 setmanes
  - Fergie - Big Girls Don't Cry (2007)'
  - Lorde - Royals (2013-2014)'
  - Katy Perry ft. Juicy J - Dark Horse (2014)'
  - Justin Bieber - Love Yourself (2015-2016)'

- 17 setmanes
  - Mariah Carey ft. Boyz II Men - «One Sweet Day» (1995-1996)
  - Leona Lewis - «Bleeding Love» (2008)
  - T.I. - «Whatever You Like» (2008)
  - Black Eyed Peas - «I Gotta Feeling» (2009)
  - Rihanna ft. Calvin Harris - «We Found Love» (2011-2012)
  - LMFAO ft. Lauren Bennett & GoonRock. «Party Rock Anthem» (2011-2012)
  - Carly Rae Jepsen - «Call me Maybe» (2012)
  - Maroon 5 ft. Wiz Khalifa - «Payphone» (2012)
  - Maroon 5 - «One More Night» (2012)
  - Macklemore & Ryan Lewis ft. Wanz - «Thrift Shop» (2013)
  - Pharrell Williams - «Happy» (2014)
  - John Legend - «All Of Me» (2014)
  - Taylor Swift - «Shake It Off» (2014-2015)
  - Wiz Khalifa ft. Charlie Puth - «See You Again» (2015)
  - Justin Bieber - «What Do You Mean?» (2015-2016)
  - Drake - «One Dance» (2016)
  - The Weeknd - «Starboy» (2016-2017)

## Cançons que donen el bot més gran al número 1
- 97-1 - Kelly Clarkson - My Life Would Suck Without You
- 96-1 - Britney Spears - Womanizer
- 80-1 - T.I. ft. Rihanna - Live your life
- 78-1 – Eminem, Dr. Dre i 50 Cent - Crack a Bottle
- 72-1 - Taylor Swift - We Are Never Ever Getting Back Together
- 71-1 - T.I. - Whatever you like
- 64-1 - Maroon 5 — Makes Me Wonder
- 60-1 - Rihanna ft. Drake - What's My Name?
- 58-1 – Flo Rida ft. Ke$ha — Right Round
- 53-1 – Taylor Swift ft. Kendrick Lammar — Bad Blood
- 53-1 – Rihanna — Take a Bow
- 53-1 – Taio Cruz ft. Ludacris — Break Your Heart
- 53-1 - Taylor Swift ft. Kendrick Lamar - Bad Blood
- 52-1 - Kelly Clarkson - A Moment Like This

## Debuts al nombre 1
- Michael Jackson — You Are Not Alone
- Mariah Carey — Fantasy
- Whitney Houston - Exhale (Shoop Shoop)
- Mariah Carey i Boyz II Men — One Sweet Day
- Puff Daddy & Faith Evans amb 112 - I'll Be Missing You
- Mariah Carey — Honey
- Elton John - Candle In The Wind 1997/The Way You Look Tonight
- Celine Dion - My Heart Will Go On
- Aerosmith - I Don't Want to Miss a Thing
- Lauryn Hill - Doo Wop (That Thing)
- Clay Aiken - This Is The Night
- Fantasia Barrino - I Believe
- Carrie Underwood - Inside Your Heaven
- Taylor Hicks - Do I Make You Proud
- Britney Spears - 3
- Eminem - Not Afraid
- Kesha - We R Who We R
- Britney Spears - Hold It Against Me
- Lady Gaga - Born This Way
- Katy Perry - Part of Me
- Baauer - Harlem Shake
- Taylor Swift - Shake It Off
- Justin Bieber - What Do You Mean?
- Adele - Hello
- Zayn - Pillowtalk
- Justin Timberlake - Can't Stop The Feeling!
- Ed Sheeran - Shape Of You

## Cançons nombre 1 que debutaren a la posició 100
- Wilbert Harrison — Kansas City
- Mark Dinning — Teen Angel
- The Highwaymen — Michael
- Steve Lawrence — Go Away Little Girl
- Percy Sledge — When a Man Loves a Woman
- Vicki Lawrence — The Night the Lights Went Out in Georgia
- UB40 — Can't Help Falling In Love
- Wiz Khalifa Feat. Charlie Puth - See You Again

La cantant Katy Perry va estar a una posició d'aconseguir el rècord, ja que si les vendes de la primera setmana de Part of Me haguessin estat un poc més altes, la cançó hauria debutat al #100 i a la setmana següent estaria al #1. El que al final passà fou que Part of Me a la setmana del 20 de febrer del 2012 debutà a la primera posició del Bubbling Under Hot 100 (posaició #101) i a la setmana següent debutà com #1 al Hot 100.

## Artistes que van fer arribar els dos primers singles d'un àlbum al número 1
- The Beatles — A Hard Day's Night — Can't Buy Me Love, A Hard Day's Night
- The Beatles — Help! — Ticket to Ride, Help!
- The Beatles — Magical Mystery Tour — Penny Lane, All You Need is Love
- The Beatles — Let It Be — Let It Be, The Long and Winding Road
- Michael Jackson — Off the Wall — Don't Stop 'Til You Get Enough, Rock with You
- Madonna — True Blue — Live to Tell, Papa Don't Preach
- Whitney Houston — Whitney — I Wanna Dance with Somebody (Who Loves Me), Didn't We Almost Have It All
- Michael Jackson — Bad — I Just Can't Stop Loving You, Bad
- Mariah Carey — Mariah Carey — Vision of love, Love Takes Time
- Mariah Carey — Music Box — Dreamlover, Hero
- Mariah Carey — Daydream — Fantasy, One Sweet Day
- Christina Aguilera — Christina Aguilera — Genie in a Bottle, What a Girl Wants
- Mariah Carey — Rainbow — Heartbreaker, Thank God I Found You
- Janet Jackson — All for You — Doesn't Really Matter, All for You
- Beyonce — Dangerously in Love — Crazy In Love, Baby Boy
- Usher — Confessions — Yeah!, Burn
- Justin Timberlake — FutureSex/LoveSounds — SexyBack, My Love
- Lady Gaga — The Fame — Just Dance, Poker Face
- The Black Eyed Peas — The E.N.D. — Boom Boom Pow, I Gotta Feeling
- Katy Perry — Teenage Dream — California Gurls, Teenage Dream
- Bruno Mars — Doo-Wops & Hooligans — Just the Way You Are), Grenade
- Rihanna — Loud — What's My Name?, Only Girl (In The World)
- Adele — 21 — Rolling in the Deep, Someone Like You
- Bruno Mars — Unorthodox Jukebox — Locked Out of Heaven, When I Was Your Man
- Macklemore & Ryan Lewis — The Heist — Thrift Shop, Can't Hold Us
- Taylor Swift — 1989 — Shake It Off, Blank Space
- The Weeknd — Beauty Behind the Madness — Can't Feel My Face, The Hills
- Justin Bieber – Purpose – What Do You Mean?, Sorry.

Mariah Carey és l'única que va aconseguir els quatre senzills llançats del seu àlbum debut arribessin a ser #1 consecutivament. Christina Aguilera, Fergie i Whitney Houston van obtenir 3 #1 del seu àlbum debut, però no consecutius, encara que Christina Aguilera és l'única artista de la història a tenir tres #1 i un àlbum debut amb més de 20 milions de còpies venudes.
Rihanna es va convertir a la primera artista a aconseguir que el primer single del seu disc Loud arribés al #1 després que el segon single ho fes.
Gràcies a això, Taylor Swift es va convertir a la primera dona a substituir la seva cançó #1 per altra ocupant el post. Blank Space (1) i Shake It Off (3).

## Cançó d'una artista substituïda al número 1 per altra del mateix artista.
- Elvis Presley — Hound Dog / Don't Be Cruel → Love Me Tender
- The Beatles — I Want To Hold Your Hand → She Loves You → Can't Buy Me Love
- Boyz II Men — I'll Make Love To You → On Bended Knee
- Puff Daddy — I'll Be Missing You (Puff Daddy & Faith Evans & 112) → Mo Money Mo Problems (The Notorious B.I.G. & Puff Daddy & Mase)
- Ja Rule — Always on Time (Ja Rule amb Ashanti) → Ain't It Funny (Jennifer Lopez amb Ja Rule)
- Nelly — Hot In Herre → Dilemma (Nelly amb Kelly Rowland)
- OutKast — Hey Ya! → The Way You Move] (OutKast con Sleepy Brown)
- Usher — Yeah! (Usher con Lil Jon & Ludacris)→ Burn → Confessions Part II
- T.I. - Whatever you like → Live your Life (T.I. amb Rihanna)
- Black Eyed Peas - Boom Boom Pow → I Gotta Feeling
- Taylor Swift - Shake It Off → Blank Space
- The Weeknd - Can't Feel My Face → The Hills
- Justin Bieber - Sorry → Love Yourself

## Cançons amb el descens més gran del número 1
- 1-15 - Billy Preston — Nothing From Nothing
- 1-15 - Dionne Warwick & The Spinners — Then Came You
- 1-12 - Simon & Garfunkel — The Sound of Silence
- 1-12 - Barry White — Can't Get Enough Of Your Love, Babe
- 1-12 - Andy Kim — Rock Me Gently
- 1-12 - Stevie Wonder — You Haven't Done Nothin'
- 1-12 - Bachman-Turner Overdrive — You Ain't Seen Nothing Yet
- 1-12 - John Lennon — Whatever Gets You Thru the Night
- 1-11 - Diana Ross — Theme from Mahogany (Do You Know Where You're Going To)

## Cançons amb major nombre de setmanes al Hot 100
- 87 setmanes

Imagine Dragons — Radioactive
- 79 setmanes

Awolnation — Sail
- 76 setmanes

Jason Mraz — I'm Yours
- 69 setmanes

LeAnn Rimes — How Do I Live
- 68 setmanes
- One Republic — Counting Stars
- LMFAO — Party Rock Anthem

- 65 setmanes

Adele — Rolling In The Deep
Jewel — You Were Meant for Me
- 64 setmanes

Carrie Underwood — Before He Cheats
- 62 setmanes

The Lumineers — Ho Hey 
Lifehouse — You and Me
- 61 setmanes

Imagine Dragons — Demons
- 60 setmanes

Lady Antebellum — Need You Now 
Los del Río — Macarena (Bayside Boys Mix) 
- 59 setmanes

John Legend — All Of Me
Gotye — Somebody That I Used To Know
- 58 setmanes

Ed Sheeran — Thinking Out Loud 
The Fray — How to Save a Life 
Santana ft. Rob Thomas — Smooth
- 57 setmanes

Katy Perry — Dark Horse 
Ellie Goulding — Lights 
Kings of Leon — Use Somebody 
Creed — Higher
- 56 setmanes

Mark Ronson ft. Bruno Mars — Uptown Funk
Fun — Some Nights 
The Black Eyed Peas — I Gotta Feeling 
Faith Hill — The Way You Love Me 
Paula Cole — I Don't Want to Wait
- 55 setmanes

Lonestar — Amazed 
Duncan Sheik — Barely Breathing 
Everything but the Girl — Missing
- 54 setmanes

Sam Smith — Stay with me 
Florida Georgia Line (ft. Nelly) — Cruise 
Train — Hey, Soul Sister 
Matchbox Twenty — Unwell 
Lifehouse — Hanging By A Moment
- 53 setmanes

WALK THE MOON — Shut Up And Dance 
Bastille — Pompeii 
Avicii — Wake Me Up! 
The Band Perry — If I Die Young
Train — Drops of Jupiter (Tell Me) 
3 Doors Down — Kryptonite 
Faith Hill — Breathe
Next — Too Close
El nombre de setmanes que apareixen a aquesta secció són les setmanes que a total va aconseguir la cançó dins del Hot 100. Només les cançons que van aconseguir les 53 setmanes o més al Top 100 són considerades per a la seva inclusió a aquesta secció.

## Major nombre de cançons #1 d'un àlbum
- 5 — Katy Perry — Teenage Dream
- 5 — Michael Jackson — Bad
- 4 — Bee Gees — Saturday Night Fever
- 4 — Whitney Houston — Whitney Houston
- 4 — George Michael — Faith
- 4 — Paula Abdul — Forever Your Girl
- 4 — Janet Jackson — Janet Jackson's Rhythm Nation 1814
- 4 — Mariah Carey — Mariah Carey
- 4 — Usher — Confessions
- 3 — Madonna — True Blue
- 3 — Mariah Carey — Daydream
- 3 — Christina Aguilera — Christina Aguilera
- 3 — Fergie - The Dutchess
- 3 — Justin Timberlake — FutureSex/LoveSounds
- 3 — Black Eyed Peas - The E.N.D
- 3 — Rihanna — Loud
- 3 — Adele — 21
- 3 — Taylor Swift — 1989
- 3 — Justin Bieber — Purpose

## Cançons númerou per dos o més artistes diferents
- Go Away Little Girl — Steve Lawrence i Donny Osmond
- The Loco-Motion — Little Eva i Grand Funk
- Please Mr. Postman — The Marvelettes i The Carpenters
- Venus — Shocking Blue i Bananarama
- Lean on Me — Bill Withers i Club Nouveau
- You Keep Me Hangin' On — The Supremes i Kim Wilde
- When a Man Loves a Woman — Percy Sledge i Michael Bolton
- I'll Be There — The Jackson 5 i Mariah Carey
- Lady Marmalade — LaBelle i Christina Aguilera / Lil Kim / Mya / Pink

## Cançons amb major moviment de posicions en una setmana
- 97-1 (96 posicions) – Kelly Clarkson — My Life Would Suck Without You
- 96-1 (95 posicions) – Britney Spears — Womanizer
- 94-3 (91 posicions) – Beyoncé Knowles & Shakira — Beautiful Liar
- 95-7 (88 posicions) – Akon feat. Eminem — Smack That
- 97-9 (88 posicions) – Drake feat. Nicki Minaj - Make Me Proud
- 96-11 (85 posicions) – Carrie Underwood — Cowboy Casanova
- 100-15 (85 posicions) – A. R. Rahman & Pussycat Dolls feat. Nicole Scherzinger — Jai Ho! (You Are My Destiny)
- 85-2 (83 posicions) – Katy Perry - Roar (31 de agosto del 2013)
- 86-4 (82 posicions) – Zac Efron, Drew Seeley & Vanessa Anne Hudgens — Breaking Free
- 93-12 (81 posicions) – Matchbox Twenty — How Far We've Come
- 93-12 (81 posicions) – Kygo, Selena Gomez — It Ain't Me
- 84-4 (80 posicions) – Justin Timberlake feat. Jay-Z — Suit & Tie
- 87-7 (80 posicions) - Fetty Wap feat. Monty - My Way
- 100-20 (80 posicions) – Glee — Poker Face
- 80-1 (79 posicions) - T.I. feat. Rihanna - Live your life
- 96-18 (78 posicions) - Kenny Chesney - The Boys Of Fall
- 78-1 (77 posicions) - Eminem, Dr. Dre & 50 Cent - Crack a Bottle
- 85-9 (76 posicions) - Lil Wayne feat. Static Major - Lollipop
- 84-9 (75 posicions) - Phillip Phillips - Home
- 84-10 (74 posicions) - Wiz Khalifa feat. Charlie Puth - See You Again
- 92-18 (74 posicions) - Jason Derulo - Don't Wanna Go Home
- 97-23 (74 posicions) - Beyoncé - Partition

Només els vint singles amb el major moviment ascendent a una setmana dins del Top 100 són considerats per a la seva inclusió a aquesta secció.

## Artistes amb més entrades al Hot 100
- Glee (207)
- Lil Wayne (132)
- Drake (132)
- Elvis Presley (108)
- James Brown (91)
- Jay-Z (86)
- Chris Brown (82)
- Kanye West (80)
- Ray Charles (75)
- Aretha Franklin (73)
- Nicki Minaj (72)
- The Beatles (71)
- Taylor Swift (70)
- Elton John (67)
- Justin Bieber (65)
- Stevie Wonder (63)
- The Rolling Stones (58)
- Madonna (57)
- Rihanna (57)
- Eminem (56)
- Dionne Warwick (56)
- Beyonce (53)
- Connie Francis (53)

## Artistes amb més èxits Top 40
- Elvis Presley (80)
- Lil Wayne (69)
- Elton John (57)
- Drake (54)
- Glee (51)
- The Beatles (50)
- Taylor Swift (50)
- Madonna (49)
- Stevie Wonder (46)
- Jay Z (45)
- James Brown (44)
- Aretha Franklin (43)
- Rihanna (43)
- Chris Brown (42)
- The Rolling Stones (41)
- Marvin Gaye (41)
- Kanye West (40)
- Janet Jackson (35)
- Mariah Carey (34)

## Artistes amb més èxits Top 20
- Elvis Presley (48)
- Madonna (44)
- Lil Wayne (42)
- The Beatles (42)
- Elton John (40)
- Rihanna (40)
- Taylor Swift (36)
- Stevie Wonder (36)
- Drake (35)
- Mariah Carey (33)
- Michael Jackson (33)
- Jay Z (32)
- The Rolling Stones (30)

## Artistes amb més èxirs Top 10
- Madonna (38)
- The Beatles (34)
- Rihanna (30)
- Michael Jackson (29)
- Stevie Wonder (28)
- Mariah Carey (27)
- Janet Jackson (27)
- Elton John (27)
- Elvis Presley (25)
- Whitney Houston (23)
- Paul McCartney (23)
- The Rolling Stones (23)
- Taylor Swift (20)

## Artistes amb més èxits Top 10 a la mateixa setmana
- The Beatles (5):

Can't Buy Me Love
Twist and Shout
She Loves You
I Want To Hold Your Hand
Please Please Me
- T-Pain (4):

Kiss Kiss (de Chris Brown)
Low (de Flo Rida)
Good Life (de Kanye West)
Cyclone (de Baby Bash)
- Bee Gees (3):

Stayin' Alive
Night Fever
How Deep Is Your Love
- Usher (3):

Burn
Yeah!
Confessions Part II
- Adele (3):

Set Fire to the Rain
Rolling in the Deep
Someone Like You
- Ariana Grande (3):

Break Free
Problem
Bang Bang
- Iggy Azalea (3):

Fancy
Problem (d'Ariana Grande)
Black Widow
- Justin Bieber (3):

Sorry
Love Yourself
What Do You Mean?

## Artistes amb més setmanes acumulades al #1
- 79 – Elvis Presley
- 79 – Mariah Carey
- 60 – Rihanna
- 59 – The Beatles
- 50 – Boyz II Men
- 47 – Usher
- 37 – Michael Jackson
- 36 – Beyoncé Knowles
- 34 - Katy Perry
- 34 – Elton John
- 33 – Janet Jackson

## Artistes amb més números u consecutius
7 — Whitney Houston (1985-1988)
6 — The Beatles (1964-1966)
6 — Bee Gees (1977-1979)
5 — Katy Perry (2010-2011)
5 — Mariah Carey (1990-1991 y 1995-1998)
5 — The Supremes (1964-1965)
5 — Michael Jackson (1987-1988)
5 — Elvis Presley (1959-1961)

## Artistes que simultàniament ocuparen les dues primeres posicions
- Elvis Presley:

Hound Dog / Don't Be Cruel
Love Me Tender
- The Beatles:

Can't Buy Me Love
Twist and Shout
She Loves You
I Want To Hold Your Hand
Please Please Me
- The Bee Gees:

Night Fever
Stayin' Alive
- Ashanti:

Foolish
What's Luv? (Fat Joe con Ashanti)
- Nelly:

Hot In Herre
Dilemma (las canciones intercambiaron posiciones el 17 de agosto de 2002)
- OutKast:

Hey Ya!
The Way You Move
- Mariah Carey:

We Belong Together
Shake It Off
- T.I.:

Whatever you like
Live your Life feat. Rihanna
- The Black Eyed Peas:

Boom Boom Pow
I Gotta Feeling
- Pharrell Williams:

Blurred Lines feat. Robin Thicke & T.I.
Get Lucky feat. Daft Punk
- Iggy Azalea:

Fancy feat. Charli XCX
Problem (Ariana Grande feat. Iggy Azalea)
- The Weeknd:

Can't Feel My Face
The Hills
- Justin Bieber:

Sorry
Love Yourself

## Artistes amb números u pòstums
- Otis Redding — (Sittin' On) The Dock of the Bay
- Janis Joplin — Me and Bobby McGee
- Jim Croce — Time in a Bottle
- John Lennon — (Just Like) Starting Over
- The Notorious B.I.G. — Hypnotize i Mo Money Mo Problems
- Soulja Slim — Slow Motion (Juvenile ft. Soulja Slim)
- Static Major — Lollipop (Lil Wayne ft. Static Major)

## Productors amb més números u
- George Martin (23)
- Max Martin (21)
- Jimmy Jam y Terry Lewis (16)
- Steve Sholes (16)
- Sean Garrett (15)
- Barry Gibb (14)
- Mariah Carey (14)

## Compositors amb més números u
- Paul McCartney (32)
- John Lennon (26)
- Max Martin (22)
- Mariah Carey (17)
- Barry Gibb (16)
- Brian Holland (15)
- Sean Garrett (15)